# 16 Dywizja Grenadierów Ludowych
16 Dywizja Grenadierów Ludowych (niem. 16. Volks-Grenadier-Division) – niemiecka dywizja grenadierów ludowych z okresu II wojny światowej

## Historia
Dywizja powstała zgodnie z rozkazem z dnia 9 października 1944 roku z resztek 16 Dywizji Piechoty rozbitej na terenie Francji.
Po sformowaniu dywizja weszła w skład XXXXVII Korpusu Armijnego 5 Armii Pancernej i walczyła na terenie Wogezów.
Następnie weszła w skład LXII Korpusu Armijnego 19 Armii. W grudniu 1944 roku wycofała się na teren Alzacji. W marcu 1945 roku w składzie LXXXX Korpusu Armijnego 1 Armii walczyła na terenie Zagłębia Saary, a następnie wycofała się na południe Niemiec, gdzie w maju 1945 roku skapitulowała na terenie Bawarii. 

## Dowódcy dywizji
- gen. por. Ernst Häckel (1944)
- płk Eberhard Zorn (1944)
- gen. mjr Alexander Möckel (1944 – 1945)
- gen. por. Schmidt (1945)
- płk Otto Kestner (1945)

## Skład dywizji
- 221 pułk grenadierów (Grenadier-Regiment 221)
- 223 pułk grenadierów (Grenadier-Regiment 223)
- 225 pułk grenadierów (Grenadier-Regiment 225)
- 1316 pułk artylerii (Artillerie-Regiment 1316)
- 1316 batalion fizylierów
- 1316 zmotoryzowany batalion przeciwpancerny
- 1316 polowy batalion zapasowy
- 1316 batalion łączności